# Dicyrtomina ornata
Dicyrtomina ornata is een springstaartensoort uit de familie van de Dicyrtomidae. De wetenschappelijke naam van de soort is voor het eerst geldig gepubliceerd in 1842 door Nicolet

## Kenmerken
De springstaartjes zijn ongeveer 1,8 mm lang. Ze zijn geel, oranje en donker violet van kleur en hebben uitstekende lichte haren, vooral aan het einde van hun achterlijf. Het borststuk en achterlijf zijn meestal donkerpaars van kleur met een geel patroon van strepen en vlekken en een donkere vlek aan het einde van het achterlijf.
Hij lijkt sterk op Dicyrtomina saundersi maar verschilt hiervan doordat de balken op het vijfde achterlijfssegment samen zijn gevloeid tot een vlek. Omdat de achterlijfstekening variabel is, is het lastig deze soort met zekerheid van foto te onderscheiden.

## Levenswijze
Dicyrtomina ornata koloniseren een grote scala aan habitats. Ze zijn te vinden in de grond, onder stenen of in de blad- en strooisellaag van vochtige bossen. Tijdens de wintermaanden kunnen springstaarten worden waargenomen op de stammen van verschillende bomen (waaronder platanen) samen met andere springstaarten zoals Orchesella cincta. Dicyrtomina ornata voedt zich met detritus, maar ook met schimmels, korstmossen of pollen en wordt daarom beschouwd als een belangrijke humusproducent. Zoals alle springstaarten hebben de dieren een soort springvork onder het uiteinde van hun achterlijf. Hiermee zijn ze in staat om bij gevaar grote sprongen te maken.

## Voorkomen
Hij is wijdverspreid in Europa.